# 第40屆廣播金鐘獎
第40屆廣播金鐘獎是2005年台灣廣播業界的年度盛事之一，表揚2005年度傑出的台灣廣播人。廣播金鐘獎頒獎典禮於2005年11月9日在台北縣政府大樓多功能集會堂舉行，主持人是董至成、邰智源與寇乃馨。電視金鐘獎頒獎典禮於2005年11月12日在台北縣政府大樓多功能集會堂舉行，該屆頒獎典禮由東森電視負責進行現場轉播，司儀、旁白由郭如舜擔任。

## 廣播類入圍暨得獎名單
下列之標記為該獎項得獎者。

## 外部連結
- 94年廣播金鐘獎入圍名單 （页面存档备份，存于）.文化部影視及流行音樂產業局.2005-08-22
- 94年廣播金鐘獎得獎名單 （页面存档备份，存于）.文化部影視及流行音樂產業局.2005-11-22